# Oligostigmoides peruviensis
Oligostigmoides peruviensis is een vlinder uit de familie van de grasmotten (Crambidae), uit de onderfamilie van de Acentropinae. De wetenschappelijke naam van deze soort werd in 1917 als Oligostigma peruviensis gepubliceerd door George Francis Hampson.
De soort werd ontdekt in Peru.